# 1900 год в театре
1900 год в театре

## События
- В Санкт-Петербурге, на сцене Михайловского и Александринского театров выступила придворная труппа сиамского балета, для которой это были первые заграничные гастроли[1].
- 4 октября — во Львове открылся Большой городской театр. В первый вечер дана опера Владислава Желеньского «Янек».

### Постановки
- 14 января — премьера оперы Джакомо Пуччини «Тоска», либретто Луиджи Иллики и Джузеппе Джакозы («Театро Костанци», Рим).
- 6 декабря — Александр Горский ставит собственную версию балета «Дон Кихот». Дирижёр Андрей Арендс, декорации Александра Головина и Николая Клодта, костюмы Константина Коровина (Большой театр, Москва).

## Деятели театра
- Энрико Карузо дебютирует в театре «Ла Скала».

### Родились
- 25 февраля, Цигэнаши — Костаке Антониу, румынский актёр театра и кино.
- 7 марта, Таллин — Эвальд Аав, эстонский композитор, один из основоположников эстонской национальной оперы.
- 25 апреля — Ольга Казико, актриса и театральный педагог.
- 25 апреля (8 мая), Минск — Зоя Чекмасова, актриса, народная артистка РСФСР (1956).
- 1 мая, Оргеев — Иоганн Альтман, советский театровед, первый редактор журнала «Театр».
- 10 мая, Москва — Елена Тяпкина, актриса театра и кино, заслуженная артистка РСФСР (1947).
- 26 июля — Арнольд Вайно, эстонский актёр.
- 6 сентября, Париж — Жюльен Грин, писатель, драматург.
- 6 октября, Кутаис — Верико Анджапаридзе, актриса театра и кино, народная артистка СССР (1950).
- 7 октября, Тула — Сергей Бржеский, театральный актёр, народный артист РСФСР (1957).
- 11 октября, Кутаисская губерния — Додо Антадзе, театральный режиссёр, народный артист СССР (1971).
- 15 (27) октября, Москва — Михаил Жаров, актёр театра и кино, народный артист СССР (1949).
- 29 октября, Тифлис — Тамара Чавчавадзе, актриса театра и кино, народная артистка Грузинской ССР (1943).
- 6 ноября, Лодзь — Осип Абдулов, актёр и режиссёр, народный артист РСФСР (1944).
- 11 ноября, Москва — Мария Бабанова, актриса, народная артистка СССР (1954).
- 3 (16) ноября — Николай Эрдман, поэт, драматург и киносценарист.
- 30 ноября (13 декабря), Замостье — Андрей Иванов, оперный певец, народный артист СССР (1944).

### Скончались
- 30 ноября, Париж — Оскар Уайльд, ирландский поэт и драматург.